# 진화에 대한 이슬람교의 관점
진화에 대한 이슬람교의 관점은 이슬람교를 믿는 인간 사회 및 이슬람의 사상가들이 생명체의 진화에 대해 어떤 관점을 가져 왔으며, 가지고 있는지를 포괄하는 주제이다. 무슬림들은 《쿠란》에 나와 있는 바처럼 모두 알라를 세계의 창조주로 인정한다는 점에서는 창조주의적인 관점을 갖고 있으나, 진화에 대한 이들의 관점은 매우 다양하다. 역사적으로, 무슬림 사상가 중에서 진화학의 요소를 이론적으로 제시하거나 이를 받아들이면서 동시에 유신진화론적 입장을 취하는 사람들이 있었다. 이와는 반대로, 현대 무슬림 사회에는 미국의 지적 설계론 옹호자들에게서 영향을 받아 진화학을 거부하는 사람들도 있다.

## 이슬람 신학
《꾸란》은 신의 창조에 대해 완전한 연대기적 설명을 하고 있지 않다. 신은 6일에 걸쳐 창조를 하였다고 하나, 여기서 '일'은 단순히 24시간이 아닌 상대적인 시간 길이를 갖는 여섯 개의 시간 간격으로 해석되며, 이 때문에 《성경》의 일부 해석자들처럼 과학적 및 연대기적 증거를 통해 《꾸란》에 적힌 창조의 과학성을 증명하려는 시도는 거의 없다. 또한 이러한 서술 상의 애매성에 의해 오랜 지구의 가능성이 남는데, 실제로 젊은 지구 창조론 계열의 창조론은 무슬림 세계에서 전혀 세가 없다.

## 근현대
19세기의 이슬람 부흥을 이끌었던 저명한 페르시아 학자 자말 앗딘 알아프가니는 생명체가 종 보존을 위해 다른 생명체와 경쟁한다는 다윈의 논리를 받아들였다. 알아프가니는 나아가 이와 같은 과정은 자연에서뿐만 아니라 이념의 영역에서도 일어난다고 생각하였다. 그러나 알아프가니는, 신이 창조주로서 이 과정을 통제해야 했을 것이라는 데는 타협의 여지가 없다고 생각하였다.
저명하지만 논쟁적인 파키스탄의 이슬람 학자 굴람 아흐메드 페르베즈는 진화에 대한 과학적 이론과 우주에서 생명이 발생하는 과정에 대한 《꾸란》의 언급은 상호 모순이 없다고 주장하였다. 아흐마디야 운동에서는 큰 틀에서 진화가 신의 설계에 의한 것이라고 보기는 하였으나 전반적으로 진화론을 수용하였다. 이 운동은 활발히 진화론을 홍보하기도 하였다.
현대 터키의 아드난 옥타르(Adnan Oktar)는 진화론을 반대하는 입장에 서 있는 무슬림으로 유명하다. 옥타르가 사용하는 정보는 대체로 텍사스의 창조과학 연구소(ICR, Institute for Creation Research) 및 미국 지적 설계 운동의 자료에 기반한다. 옥타르는 자신의 주장을 전파하기 위해 인터넷을 주요 수단 중 하나로 이용하고 있다. 옥타르의 과학연구재단(Bilim Araştırma Vakfı)은 미국의 선도적 창조론자들과 함께 컨퍼런스를 조직하기도 한다. 반진화론 진영의 유명한 터키인 무슬림으로는 펫훌라흐 귈렌(Fethullah Gülen)도 있다.
《가디언》에 의하면, 영국에서는 무슬림 학생들이 다윈의 진화론에 반대하는 전단지를 캠퍼스에 돌리는 사건이 발생하기도 하였다. 2004년 1월 영국에서 열린 '창조론: 학교에서의 과학과 신앙(Creationism: Science and Faith in Schools)'이라는 제목의 컨퍼런스에서, 영국 이슬람 협회(the Islamic Society of Britain)장 칼리드 아니스 박사는 다음과 같이 말했다. "무슬림들은 《꾸란》과 감각 기관 모두를 통해 세계를 해석한다. 《꾸란》의 내용과 자연 선택, 적자 생존 등과는 아무런 결함도 없다."
프랑스의 의사 모리스 뷔카유(Maurice Bucaille)는 《꾸란》과 과학의 상호 관계에 대한 논평으로 무슬림 사회에 유명한데, 진화를 《꾸란》과 화해시키려 노력하였다. 뷔카유는 동물들이 원인으로 진화하였다는 것을 받아들이며, 현생 인류로 이어지는 호미니드의 독립적 진화를 상정한다. 그러나 이러한 관점은 전세계의 생물학자들이 받아들이는 일반적인 진화론과는 상이하다.

## 무슬림 사회의 반응
진화생물학은 대부분의 이슬람교도 다수 국가의 고등학교 교육 과정에 포함되어 있다. 파키스탄, 이란, 터키, 인도네시아, 이집트 등 14개 국가의 과학 재단들은 최근 인간의 진화를 포함한 진화 교육을 지지하는 성명서에 서명하였다.
무슬림 사회의 일반적인 진화에 대한 사회적 관점은 별로 알려진 바가 없다. 2007년의 종교 양식 연구에서는 이집트인 중 8%, 말레이시아인 중 11%, 파키스탄인 중 14%, 인도네시아인 중 16%, 터키인 중 22%만이 다윈의 진화론이 아마도(probably) 또는 거의 확실히(most certainly) 참이리라는 데 동의하였으며, 2006년의 조사는 터키 성인 중 25%만이 인간이 원시 동물종에서 진화해 왔다는 데 동의하였다고 보고하였다. 이와는 반대로, 2007년의 연구는 카자흐스탄인 중 단 28%만이 진화가 일어나지 않았다 여긴다는 것을 발견하였는데, 이 비율은 미국 성인 중 동일 견해를 견지하는 사람들이 점하는 40%의 비율보다 상당히 낮은 것이다. 이 결과는 부분적으로 카자흐스탄이 무신론을 지지하고 홍보하였던 소비에트 연방의 일원이었기 때문일 수 있다.
《사이언스》지에 실린 살만 하미드의 글에 따르면, 무슬림 사회에는 진화론에 대한 결함적 태도가 존재한다고 한다. 무슬림들은 과학과 이슬람을 양립할 수 있는 것으로 보며, 거의 대부분의 사람들이 소진화를 받아들이기는 하지만, 거꾸로 소수만이 인간의 진화를 포함한 대진화를 받아들인다는 것이다.

## 같이 보기
- 대폭발이론의 종교적 해석
- 진화 사상사